# Perpignan
Perpignan (Catalaans: Perpinyà ; Spaans: Perpiñán) is de hoofdstad van het Franse departement Pyrénées-Orientales, in de regio Occitanie in Zuid-Frankrijk. Perpignan is bekend vanwege de typerende Catalaanse sfeer. Perpignan is ook van middeleeuwse oorsprong een Catalaanse stad en ligt in het Franse gedeelte van dit historische gebied. Perpignan bevindt zich ongeveer op 15 km afstand van de Middellandse Zee en op ongeveer 60 km van de Pyreneeën. Nabij de stad bevindt zich de berg Pic du Canigou die voor Catalanen speciale waarde heeft. Perpignan kent een zonnig klimaat. Het telt meer dan 300 zonnedagen per jaar en behoort tot de warmste steden van Frankrijk. Perpignan ligt op 850 km van Parijs en op 180 km van Barcelona.
De stad ligt aan de A9 die Montpellier en Narbonne met Barcelona verbindt. Perpignan heeft ook een internationale luchthaven: luchthaven van Perpignan. Ook is Perpignan een station aan de lijn van de TGV vanuit het noorden. Verder is er een hogesnelheidslijn tussen Perpignan en Barcelona. De stad Perpignan had op 1 januari 2022 120.996 inwoners. In de agglomeratie Perpignan wonen in totaal meer dan 300.000 mensen en dit aantal groeit nog steeds. De universiteit van Perpignan heet de Université de Perpignan Via Domitia (UPVD). De naam Via Domitia verwijst naar de eerste heirbaan die aangelegd werd in Gallië.

## Geschiedenis

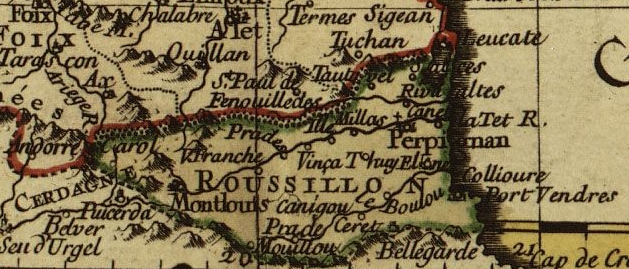
Historische kaart van Perpignan in Roussillon

### Nederzetting
De naam Perpignan gaat volgens de meeste geleerden terug op een bezitting van een Romeins geslacht Perpennius. In de 1e eeuw voor Chr. heeft in ieder geval een telg uit dit geslacht in de Romeinse provincie Hispania geleefd.
Hoewel het gebied al in de Romeinse tijd bewoond werd (de streek Roussillon dankt haar naam aan een Romeinse nederzetting Ruscino, en het staat vast dat een leger van Pepijn de Korte deze streek rond 723 bevrijdde van de 12 jaar eerder binnengevallen Arabieren), lijkt de middeleeuwse stad Perpignan ontstaan te zijn rond het begin van de 10e eeuw (voor het eerst genoemd in een document als villa Perpiniarum in 927). Al gauw werd Perpignan de hoofdstad van het graafschap Roussillon. In 1172 liet graaf Girard II zijn bezittingen na aan de graaf van Barcelona. Perpignan kreeg in 1197 gedeeltelijk zelfbestuur en werd een gemeente bestuurd door consuls. Lodewijk IX van Frankrijk zag in het Verdrag van Corbeil (1258) af van Franse aanspraken op Roussillon.

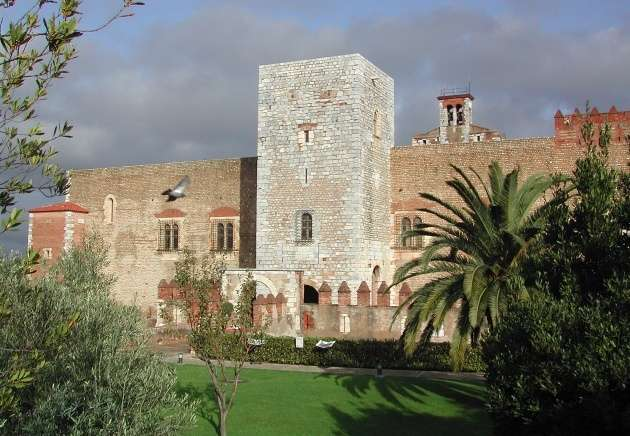
Palais des rois de Majorque

### Koninkrijk Mallorca
Toen Jacobus I, de Overwinnaar, koning van Aragon en graaf van Barcelona, in 1229 het Koninkrijk Mallorca stichtte, werd Perpinyà de hoofdstad van het grondgebied op het vasteland. Dit bleef zo van 1278 tot 1344. Het imposante kasteel in het hart van de stad getuigt nog van deze geschiedenis. Het koninkrijk bestond uit de Balearen, Roussillon, Cerdagne / Cerdanya  en het kustgebied tot Montpellier. De daaropvolgende decennia worden beschouwd als de Gouden Eeuw in de geschiedenis van de stad. Perpinyà floreerde als een centrum van lakenindustrie, leerbewerking, goudsmederij en andere luxe ambachten.

### Frans-Catalonië
In 1344 veroverde Peter IV van Aragón het Koninkrijk Mallorca en werd Perpinyà opnieuw een deel van het graafschap Barcelona, later bekend als het Vorstendom Catalonië. Het werd in 1463 aangevallen en bezet door Lodewijk XI van Frankrijk. Frankrijk en Spanje betwistten elkaar de welvarende stad. Hierbij werden de grenzen tussen Frankrijk en Spanje steeds weer verschoven. Een gewelddadige opstand tegen het Franse bewind werd in 1473 hardhandig neergeslagen na een lange belegering, maar in 1493 kwam de stad toch weer in Spaanse handen.
Tijdens de Dertigjarige Oorlog werd Perpiñán in september 1642 opnieuw belegerd en ingenomen door de Fransen. Bij het Verdrag van de Pyreneeën, 17 jaar later, stond Spanje Perpiñán officieel af en werd Roussillon, met Perpignan als hoofdstad, deel van het Koninkrijk Frankrijk. De Catalaanse invloeden zijn vandaag de dag echter nog overal in het dagelijks leven zichtbaar.

## Geografie
De oppervlakte van Perpignan bedroeg op 1 januari 2022 68,07 vierkante kilometer; de bevolkingsdichtheid was toen 1.777,5 inwoners per km².
De onderstaande kaart toont de ligging van Perpignan met de belangrijkste infrastructuur en aangrenzende gemeenten.

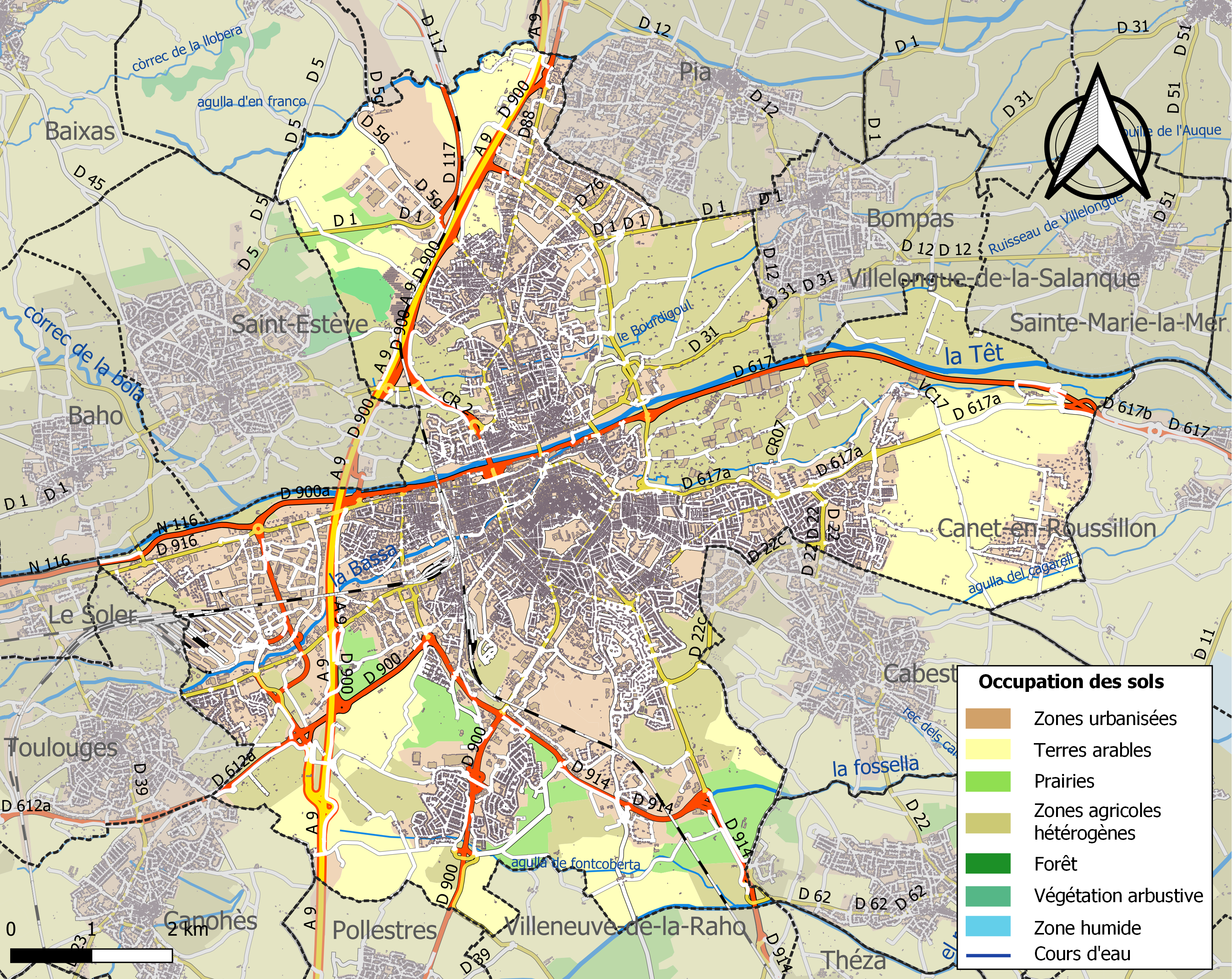

## Demografie
Onderstaande figuur toont het verloop van het inwonertal (bron: INSEE-tellingen).

## Klimaat
Perpignan heeft een typisch mediterraan klimaat. De winters zijn er zacht en de zomers zijn er warm en droog. De temperaturen in de zomer kunnen tot boven de 30 graden oplopen, maar worden vaak wel gecompenseerd met de wind uit de Pyreneeën, bekend als de tramontane die het hele jaar door over het gebied waait. De temperaturen 's nachts zijn nog steeds warm, boven de 20 graden. De temperaturen kunnen tot in november nog rond de 20 graden blijven en de daaropvolgende winter is stukken milder dan in de rest van het binnenland van Frankrijk. Wel kan de tramontane soms een onaangenaam gevoel veroorzaken. Soms kan het in de nachten van eind december tot begin februari vriezen. Perpignan kent gemiddeld geen volledige sneeuwdagen. Omdat de Middellandse Zee nog in het voorjaar geleidelijk opwarmt kunnen de lentes vochtig zijn met hier en daar wat stortbuien en windstormen, met een gemiddelde temperatuur van rond de 20 graden in mei. Dit is soms vergeleken met binnenlandse steden als Toulouse minder warm voor de tijd van het jaar. De stad telt meer dan 300 zonnedagen per jaar. Dit is hoger dan gemiddeld vergeleken met de rest van het land. Perpignan is gemiddeld ook tot 4 graden warmer dan Parijs. De stad behoort dan ook tot de warmste steden van Frankrijk.
- De meeste regen valt in de winter, het voor- en het najaar.
- Perpignan heeft met meer dan 300 zonnedagen per jaar en de tramontane, meer zonnedagen en ook meer wind dan de rest van Frankrijk[bron?].
- Laagste temperatuur ooit gemeten: −11,0 °C (10 februari 1956)
- Hoogste temperatuur ooit gemeten: 40,5 °C (7 juli 1982)
- Meeste neerslag ooit gemeten: 222 mm (12 november 1999)

| Maand                                 | Jan   | Feb   | Mrt   | Apr   | Mei   | Jun   | Jul   | Aug   | Sep   | Okt   | Nov   | Dec   | Heel jaar |
| ------------------------------------- | ----- | ----- | ----- | ----- | ----- | ----- | ----- | ----- | ----- | ----- | ----- | ----- | --------- |
| gemiddelde aantal uren zonneschijn    | 147,5 | 153,2 | 206,2 | 214,2 | 240,1 | 270,6 | 313,9 | 270,7 | 217,7 | 182,3 | 147,7 | 141,9 | 2506      |
| gemiddelde maandelijkse regenval (mm) | 50,6  | 44,8  | 43,5  | 55,9  | 50,1  | 28,3  | 17,1  | 32,0  | 47,3  | 89,8  | 58,6  | 54,4  | 572,4     |
| aantal dagen regen ≥ 1 mm             | 5,2   | 4,7   | 4,5   | 5,9   | 5,5   | 4,1   | 3,0   | 3,9   | 4,2   | 5,1   | 5,1   | 5,3   | 56,5      |

| Maand                              | Jan  | Feb  | Mrt  | Apr  | Mei | Jun | Jul | Aug | Sep | Okt | Nov  | Dec  | Heel jaar |
| ---------------------------------- | ---- | ---- | ---- | ---- | --- | --- | --- | --- | --- | --- | ---- | ---- | --------- |
| aantal dagen mist                  | 1,2  | 0,9  | 0,9  | 0,8  | 1,1 | 0,6 | 0,6 | 0,9 | 2,4 | 2,0 | 1,3  | 1,4  | 14,1      |
| aantal dagen onweer                | 0,4  | 0,2  | 0,5  | 1,2  | 2,8 | 4,3 | 4,6 | 5,2 | 3,2 | 2,3 | 0,7  | 0,5  | 23,7      |
| aantal dagen met sneeuw            | 0,9  | 0,6  | 0,4  | -    | -   | -   | -   | -   | -   | -   | 0,2  | 0,4  | 2,6       |
| aantal dagen met vorst             | 4,9  | 2,8  | 1,1  | 0    | 0   | 0   | 0   | 0   | 0   | 0   | 0,9  | 3,8  | 13,5      |
| aantal dagen van wind ≥ 57,6 km/h  | 14,4 | 11,5 | 15,6 | 12,9 | 8,1 | 7,0 | 9,0 | 7,3 | 6,8 | 9,4 | 11,6 | 13,4 | 127       |
| aantal dagen van wind ≥ 100,8 km/h | 2,0  | 1,2  | 2,1  | 0,6  | 0,5 | 0,2 | 0,2 | -   | 0,1 | 0,4 | 0,7  | 2,7  | 10,7      |

## Toerisme en cultuur

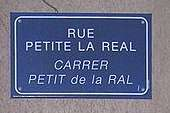
Straatnaambord in Perpignan in zowel Frans als Catalaans.

Perpignan / Perpinyà is een toeristisch centrum met een Catalaanse sfeer. Het ligt dicht bij de kust van de Middellandse Zee en bij skigebieden in de Pyreneeën. Er zijn verschillende musea. Het Castillet, de kathedraal en het kasteel van de koningen van Mallorca zijn te bezoeken. Perpignan / Perpinyà was in 2008 Hoofdstad van de Catalaanse Cultuur. De stad is ooit bezocht door Salvador Dalí, die het station van Perpignan het centrum van de wereld noemde.
Een in sommige ogen nogal bizar religieus-cultureel evenement is de processie Sanch, die al sinds omstreeks 1400 jaarlijks op Goede Vrijdag langs een vast parcours door de stad trekt. Veel deelnemers hebben, evenals in soortgelijke processies in Spanje in de week voor Pasen, zwarte gewaden aan en dragen, om niet herkend te worden, puntkappen.

## Taal
In en rond Perpignan / Perpinyà wordt behalve Frans ook Catalaans gesproken. De straatnaamborden zijn in beide talen gesteld.

## Economie
De universiteit van de stad, die jaarlijks ongeveer 10.000 studenten heeft, is een aantrekkingspunt voor talrijke innovatieve startende ondernemingen.
Afgezien van de dienstensector en het toerisme zijn in de stad de voedingsmiddelenindustrie en de groothandel van belang. Ook bezit Perpignan enige distributiecentra van grote ondernemingen.
De bewerking van granaat tot exclusieve sieraden is een ambachtelijk specialisme van de stad.

## Sport
Perpignan en omgeving zijn bekend vanwege de goede rugbyspelers. De rugbyclubs van Perpignan (zowel die met teams van 13 als met teams van 15 spelers) behoren tot de sterkste van geheel Frankrijk.
Perpignan was 36 keer etappeplaats in de wielerkoers Ronde van Frankrijk. De Fransman Jean Alavoine won maar liefst vier keer in Perpignan. De laatste ritwinnaar in Perpignan is de Fransman Thomas Voeckler in 2009.

## Stedenbanden
Zustersteden:
- Hannover (Duitsland), sinds 1960
- Lake Charles (Verenigde Staten), sinds 1993
- Lancaster (Verenigd Koninkrijk), sinds 1962
- Sarasota (Verenigde Staten), sinds 1994[6]
- Tyrus (Libanon), sinds 1997

Partnersteden:
- Barcelona (Spanje), sinds 1994
- Figueres (Spanje), sinds 1996
- Girona (Spanje), sinds 1988
- Ma'alot-Tarshicha (Israël), sinds 1998
- Tavira (Portugal), sinds 2001

## Bezienswaardigheden
- Palais des Rois de Majorque, het voormalig koninklijk paleis. De vestingwallen zijn door Vauban gebouwd, in de 17e eeuw.
- Le Castillet, 14e-eeuws poortgebouw met twee torens en kantelen. Onder de poort vindt men een maquette van het middeleeuwse Perpignan.
- Kathedraal Saint-Jean, aan het Place de Gambetta. De kathedraal is gebouwd met rode bakstenen en keien.
- Loge de la Mer, 14e-eeuws beursgebouw en gerechtshof, gebouwd in gotische stijl. Later herbergde het een café, tegenwoordig is het de VVV van de stad. Ernaast is het stadhuis.
- Campo santo, klooster-begraafplaats.

## Geboren
- Jacobus IV van Majorca (1336-1375), titulair koning van Mallorca
- Johan I van Aragon (1350-1396), koning van Aragon

- Hyacinthe Rigaud (1659-1743), kunstschilder
- Robert Brasillach (1909-1945), fascistisch schrijver en journalist
- Christian d'Oriola (1928-2007), schermer
- Gabrielle Van Zuylen (1933–2010), tuinspecialist en tuindesigner
- Jean-Daniel Padovani (1980), voetballer
- Frédérick Bousquet (1981), zwemmer
- Hilaire Muñoz (1983), voetballer
- Simon Fourcade (1984), biatleet
- Martin Fourcade (1988), biatleet

## Overleden
- Alfons II van Aragon (25 April 1196), koning , troubadour en mecenas
- Francesc Eiximenis (april 1409), Franciscaans monnik, filosoof en schrijver
- Louis Delfau (14 september 1937), schilder
- Gerard Koerts (20 februari 2019), Nederlands toetsenist van de popgroep Earth and Fire
- Lara van Ruijven (10 juli 2020), Nederlands shorttrackster

## Afbeeldingen

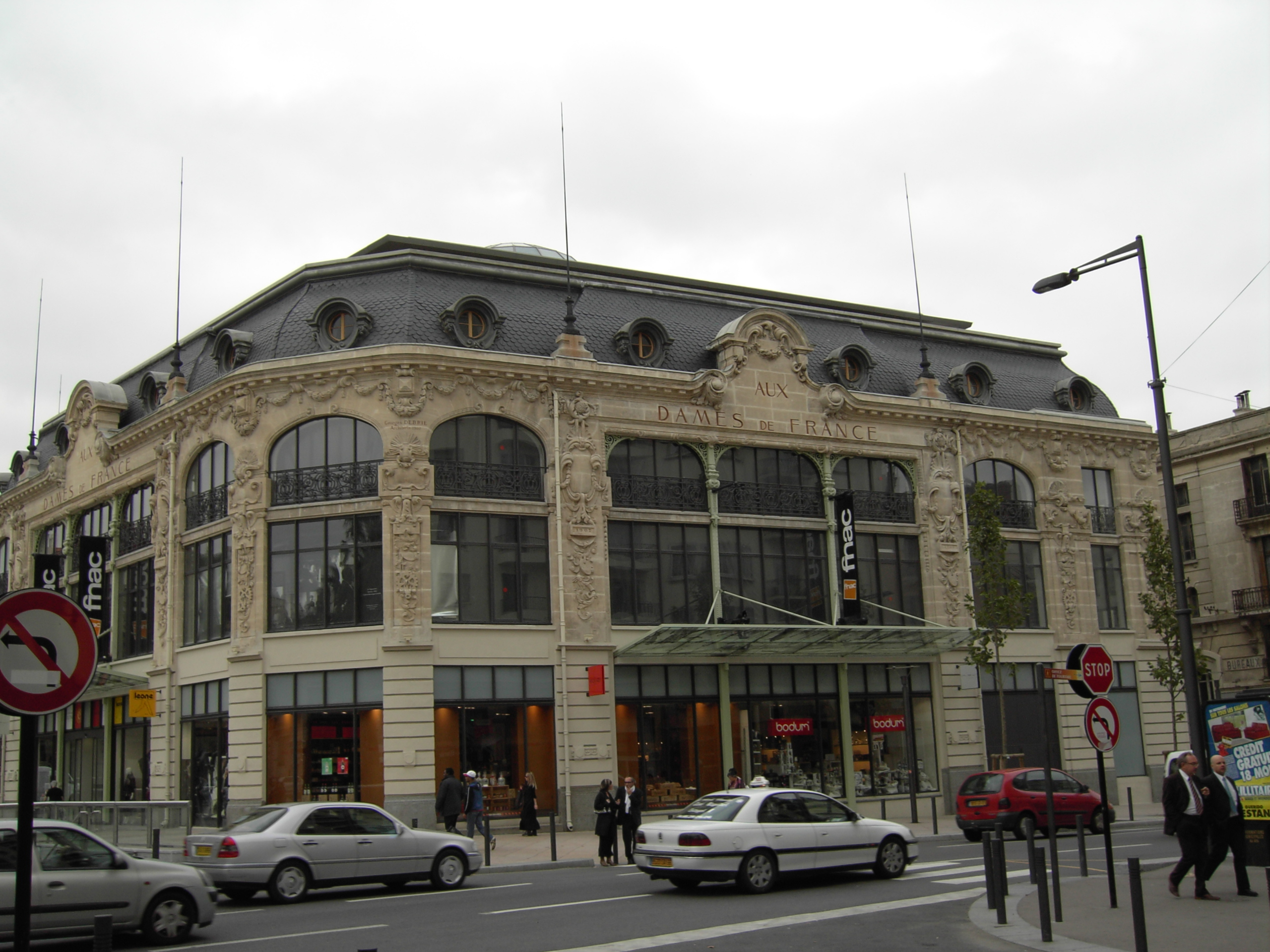
Winkelcentrum 'Dames de France'.
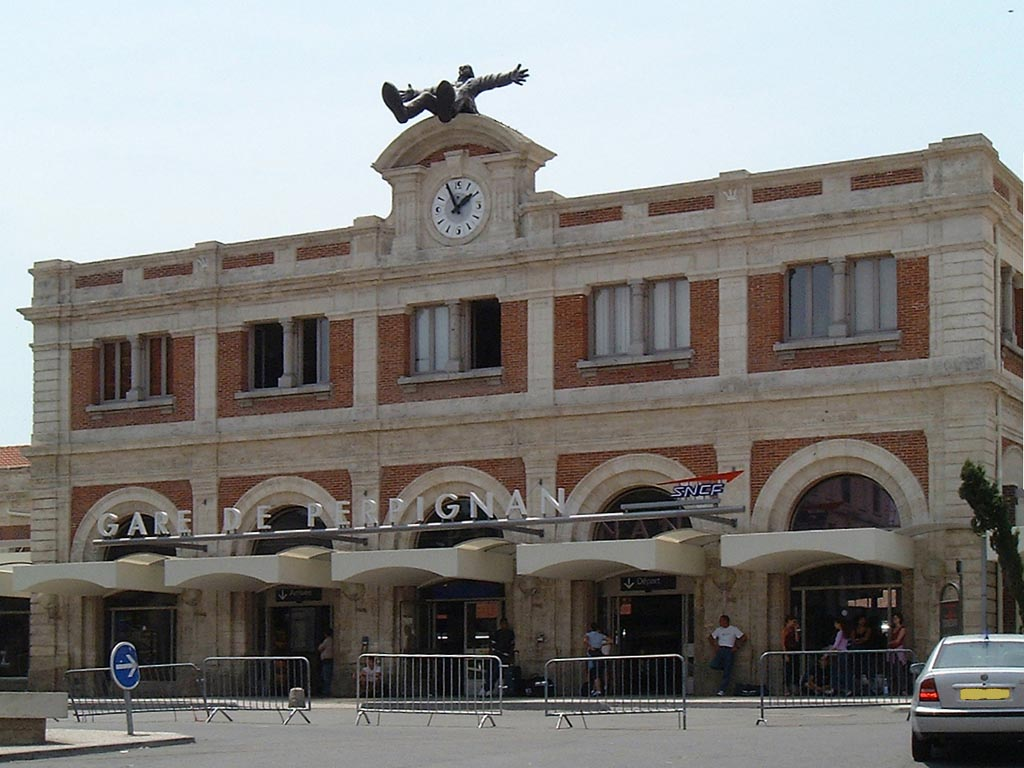
Station van Perpignan, Het centrum van de Wereld volgens Salvador Dalí.
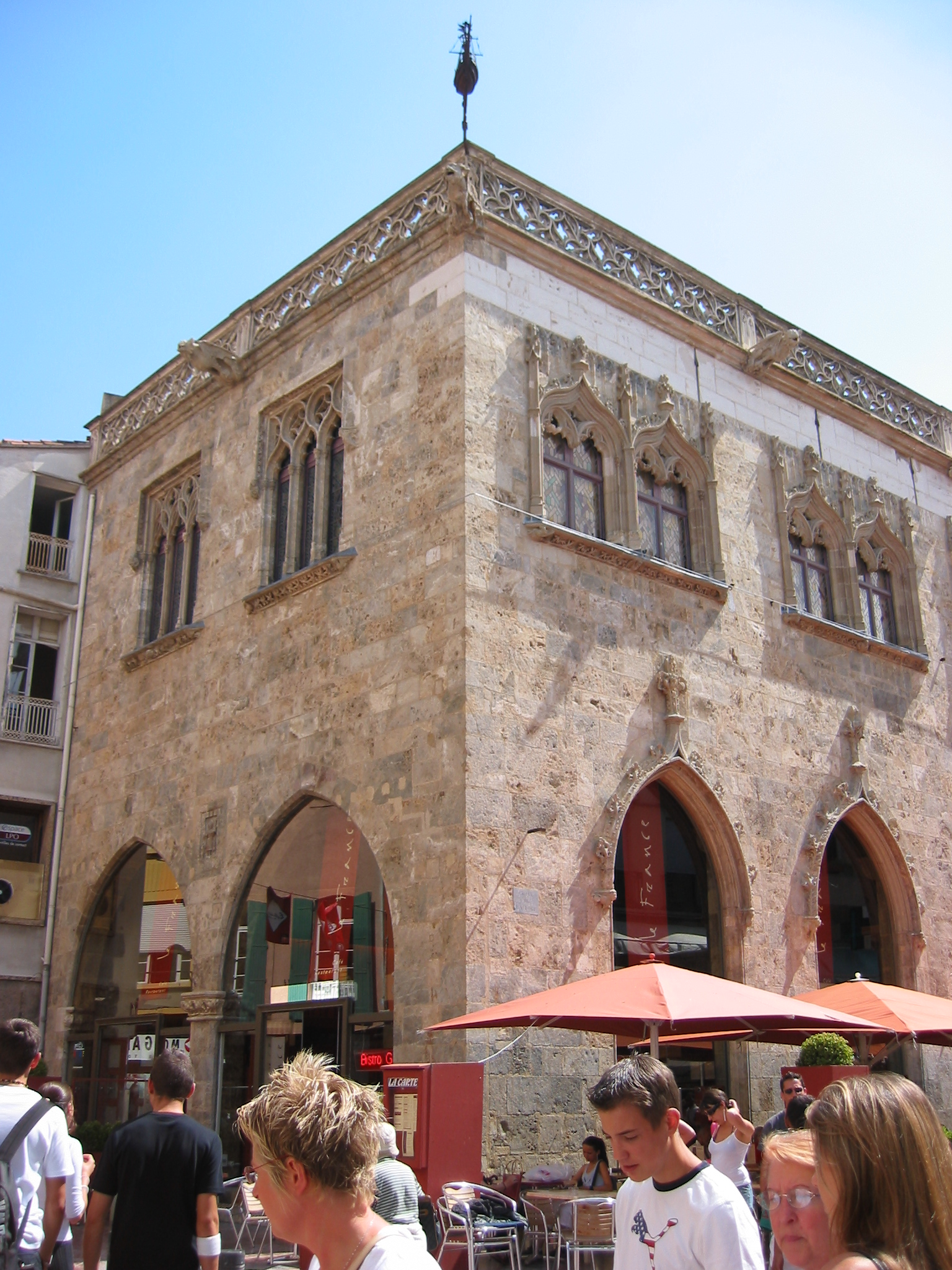
Loge de la Mer
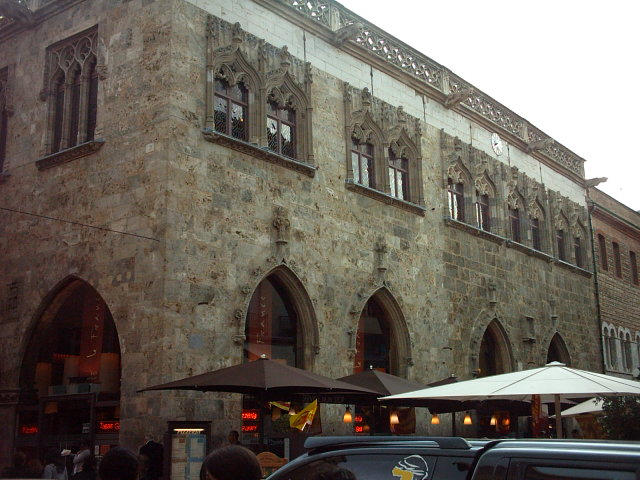
Loge de mer (Llotja de mar)
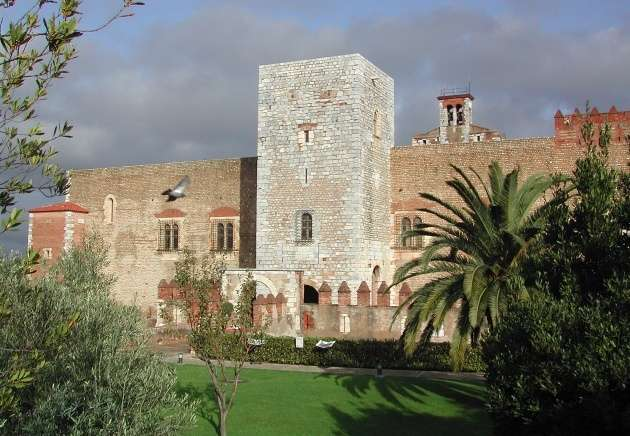
Paleis van de koningen van Mallorca
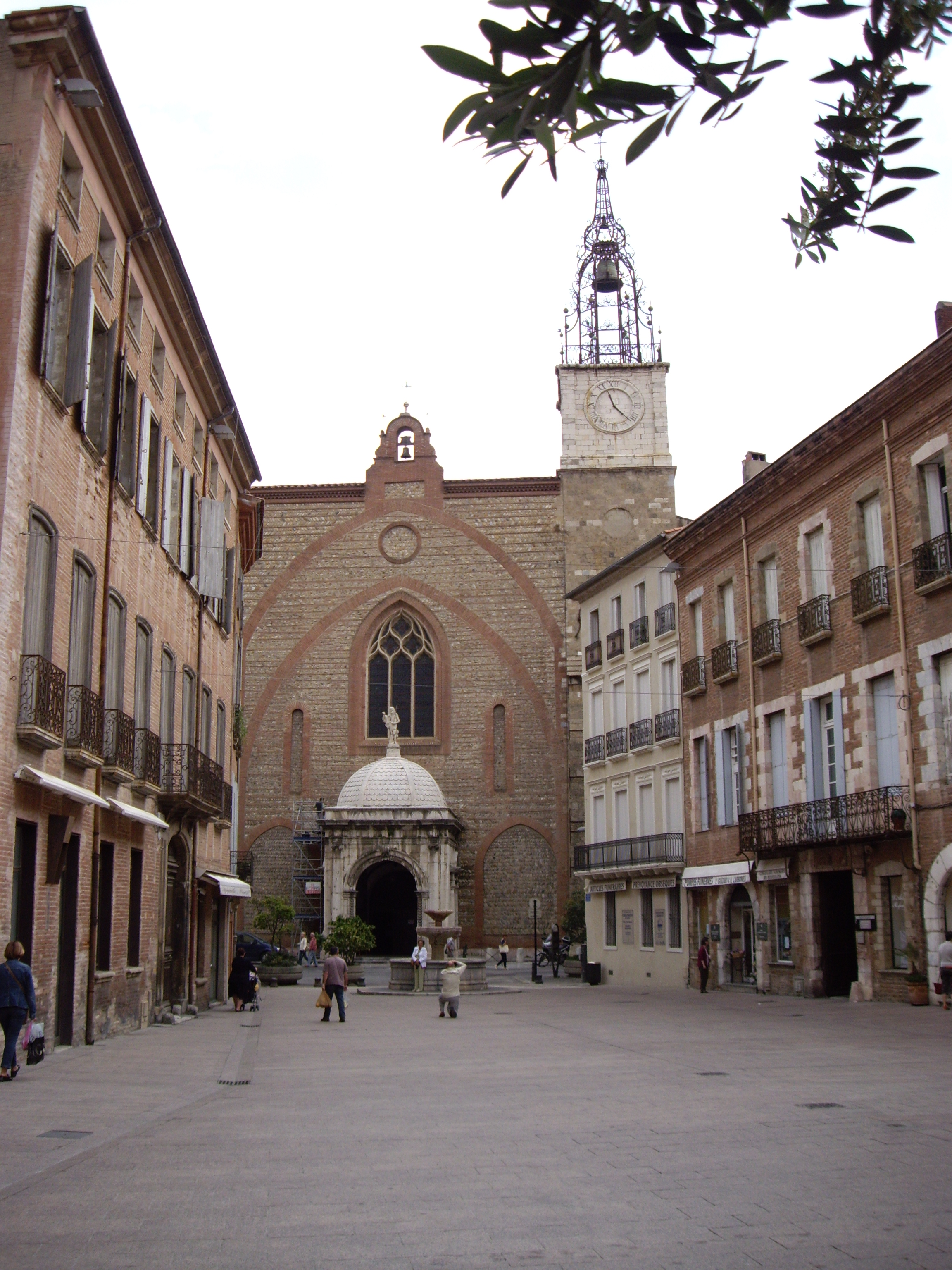
Kathedraal Saint Jean (Seu Sant Joan)
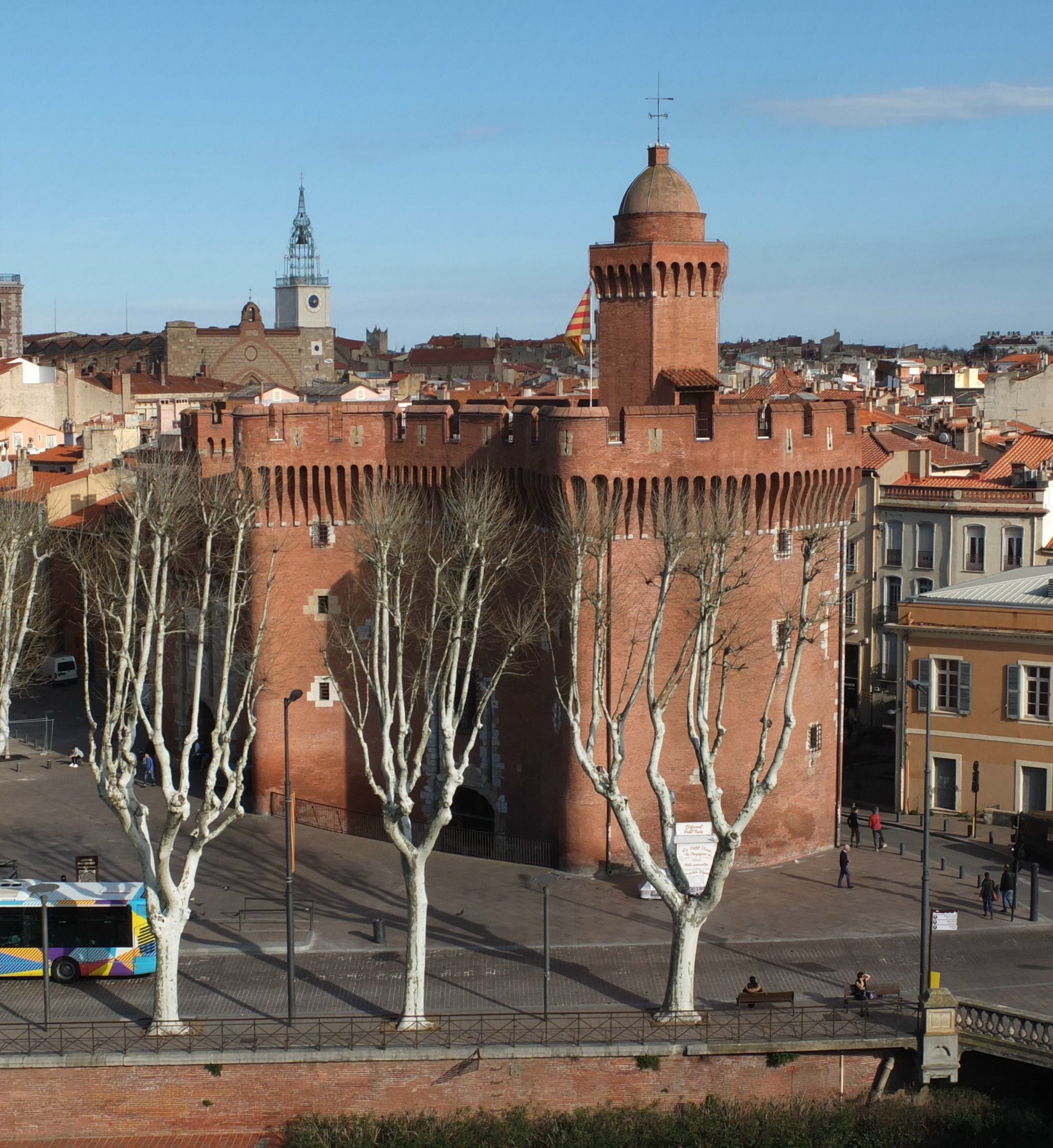
Le Castillet (El Castellet)
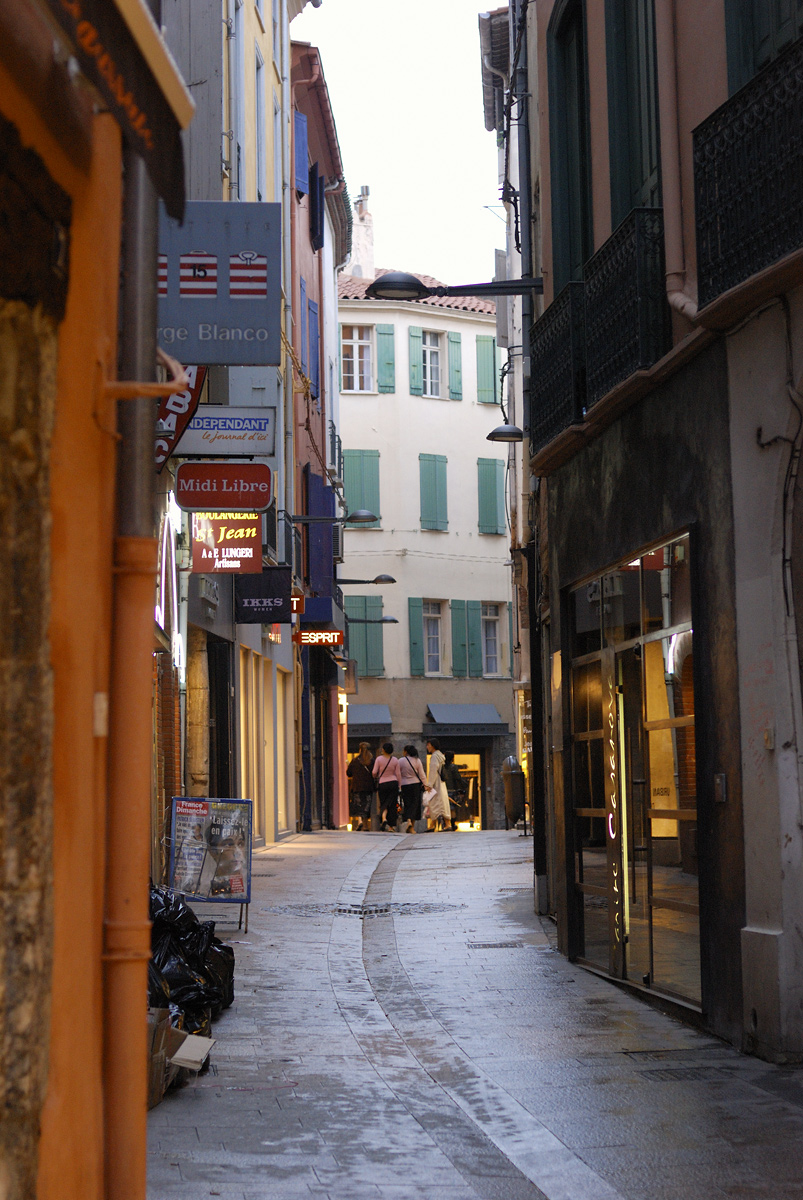
Straatje in het stadshart
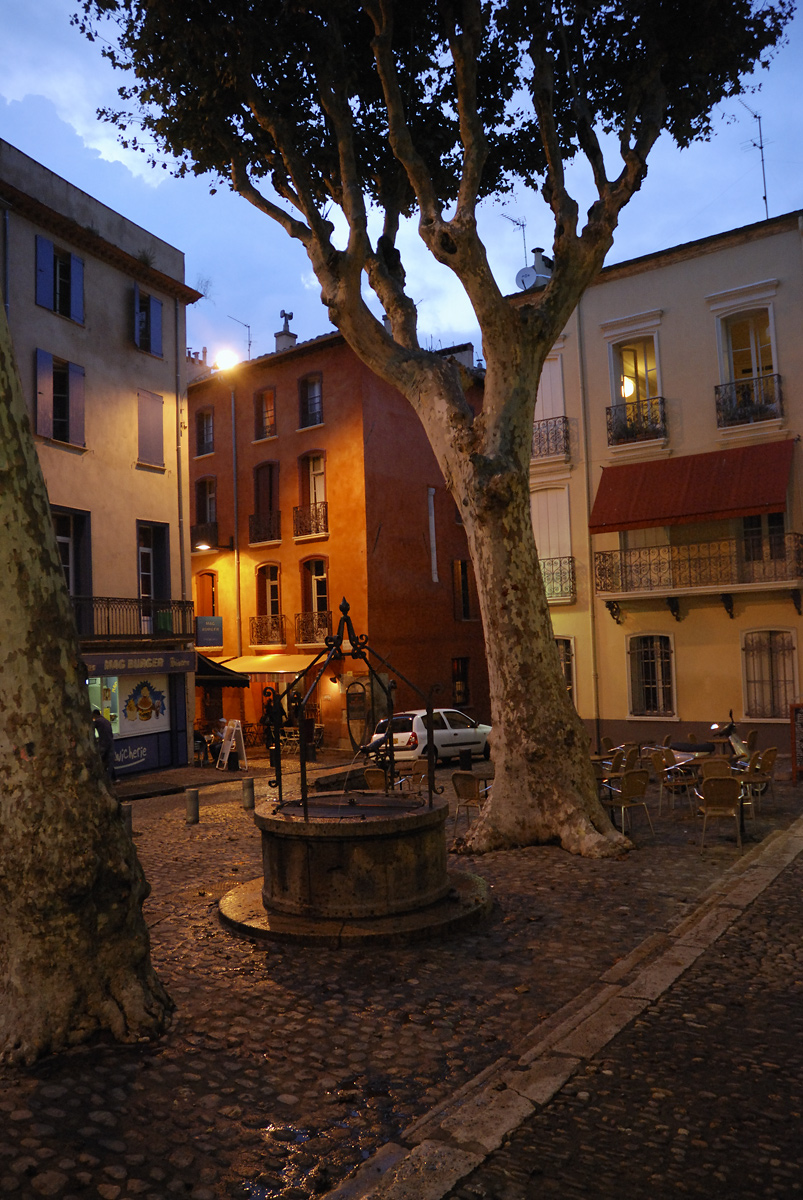
Pleintje in het stadshart
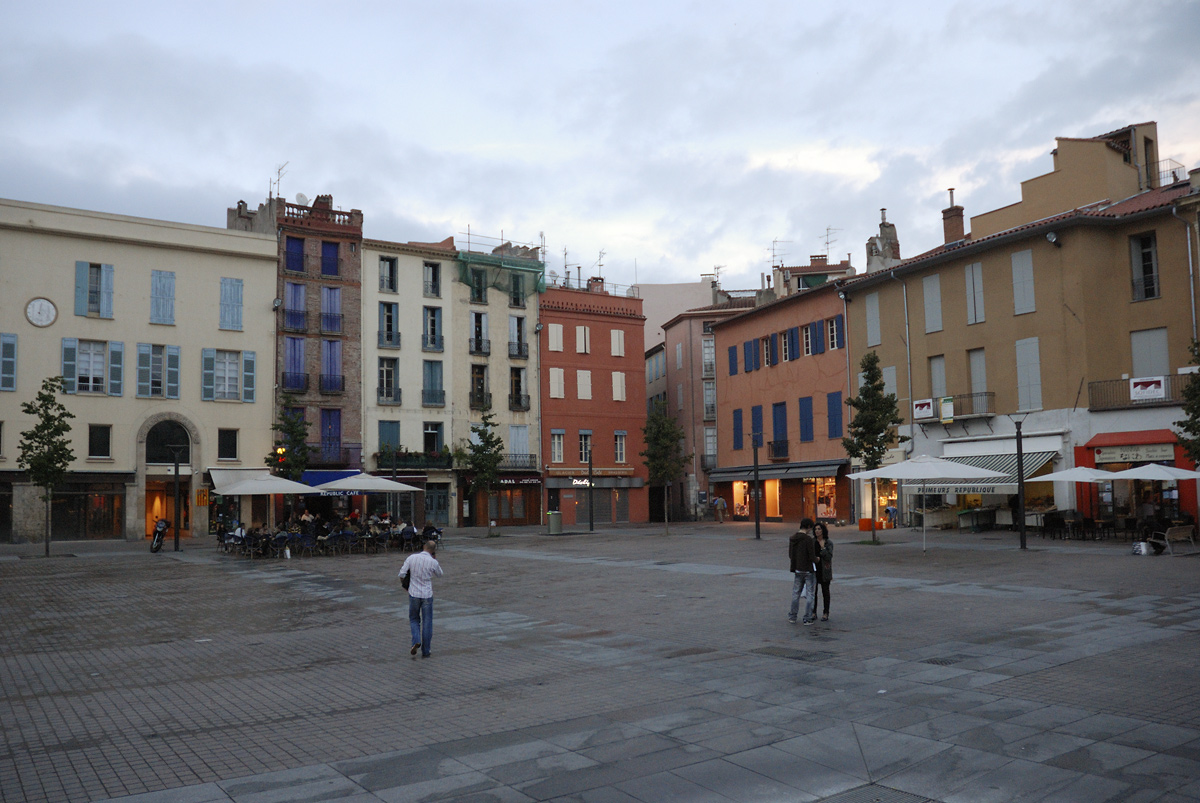
Place de la République